# На Мамурру
«На Мамурру» — условное название трёх стихотворений римского поэта Гая Валерия Катулла, включённых в состав посмертного сборника («Книги Катулла Веронского») под номерами 94, 114 и 115. В них фигурирует Марк Витрувий Мамурра — офицер Гая Юлия Цезаря, объект постоянных нападок Катулла. Поэт называет Мамурру «хреном» (mentula), иронически отзывается о его богатстве.
Не совсем ясно, почему в этих стихах Катулл не называет Мамурру по имени. По одной из версий, они были написаны после примирения поэта с Цезарем, из-за чего Катулл мог критиковать Мамурру только завуалированно.